# Lennon/McCartney

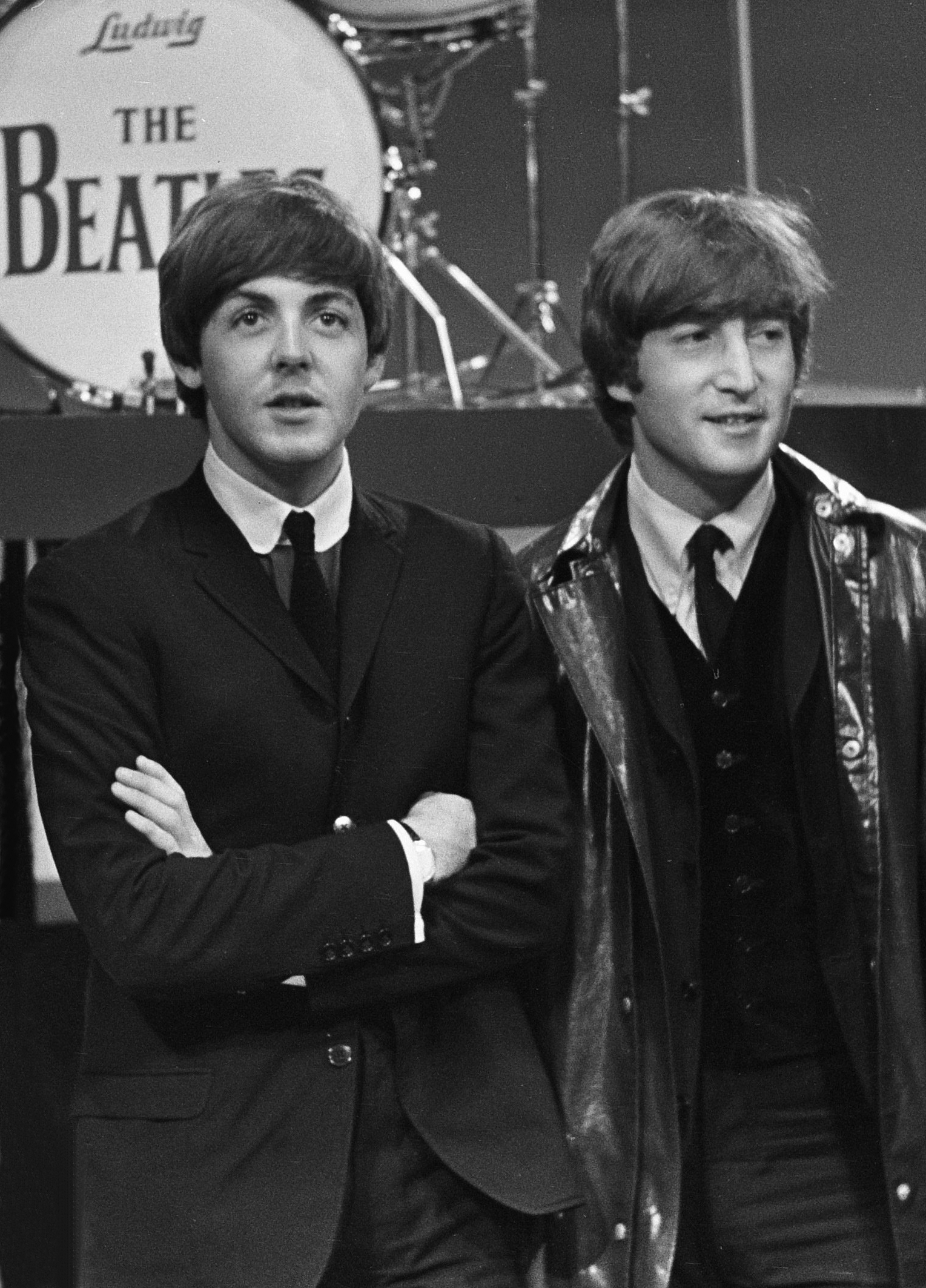
John Lennon (vpravo) a Paul McCartney (vlevo) v roce 1964

Lennon/McCartney (také Lennon–McCartney, dříve i McCartney–Lennon) je označení jednoho z nejúspěšnějších skladatelských týmů v historii populární hudby. Tvořili ho britští muzikanti John Lennon a Paul McCartney v rámci kapely The Beatles. Označení neodpovídá časté praxi uvádění autorství písní ve formě „autor hudby/autor textu“ – Lennon i McCartney bývali v různé míře společnými autory jak hudby, tak textu.

## Vznik a zánik partnerství
Partnerství trvalo od počátků jejich hudební kariéry koncem 50. let 20. století a skončilo rozpadem skupiny v roce 1970. Bylo založeno na ústní dohodě mezi oběma autory, která stanovila, že všechny písně, které napíše kdokoliv z nich nebo oba dohromady, budou podepsány oběma společně.
Tato signace se ustálila až v létě 1963, kdy vyšla na singlu píseň „She Loves You“. Tehdy poprvé bylo autorské duo uvedeno v pořadí Lennon-McCartney, zatímco na třech předchozích singlech i na debutovém albu Please Please Me jsou jako autoři uvedení McCartney-Lennon. Nicméně i u všech skladeb původně takto signovaných se při dalších vydáních používá standardní označení autorského dua.
Existuje řada písní, které napsali Lennon a McCartney opravdu společně, často však došlo k situaci, kdy jeden druhému „pouze“ přispěl svým nápadem k dotvoření písně. V pozdních 60. letech už pak oba autoři skládali převážně samostatně. Někdy se také stalo, že byly spojeny samostatné písňové koncepty každého z nich do jednoho celku (např. píseň A Day In The Life). Společně jsou podepsány nejen písně, které nahráli The Beatles, ale i písně, které byly věnovány či prodány jiným interpretům. Společně je podepsána např. i Lennonova sólová nahrávka „Give Peace a Chance“.

## Chemie psaní
Lennon řekl, že hlavním záměrem jejich hudby je komunikace, a že v tomto smyslu měl on a McCartney stejný cíl. Publicista David Rowley poukazuje na to, že alespoň polovina všech textů dvojice Lennon – McCartney má v prvním řádku slova „ty/vy“ nebo „tvoje/vaše“. V rozhovoru pro Playboy řekl že: „Paul poskytl lehkost, optimismus, zatímco já jsem přinášel smutek, neshody a bluesové poznámky. Bylo období, kdy jsem si myslel, že nesložím melodie, jako psal Paul, a já jsem psal přímočaře, v duchu rock 'n' rollu. Ale samozřejmě, když přemýšlím o některých svých vlastních písních – „In My Life“, nebo o některých z těch prvních věcí, „This Boy“ – psal jsem i lepší melodie.“
Historik Todd Compton si všiml, že Lennonova prohlášení o optimismu v McCartneyho melodiích jsou pravdivá. Nicméně, není to úplně tak, některé Paulovi charakteristické písně jsou i tragické, nebo vyjadřují témata izolace, jako například „Yesterday“, „She's Leaving Home“, „Eleanor Rigby“ nebo „For No One“.

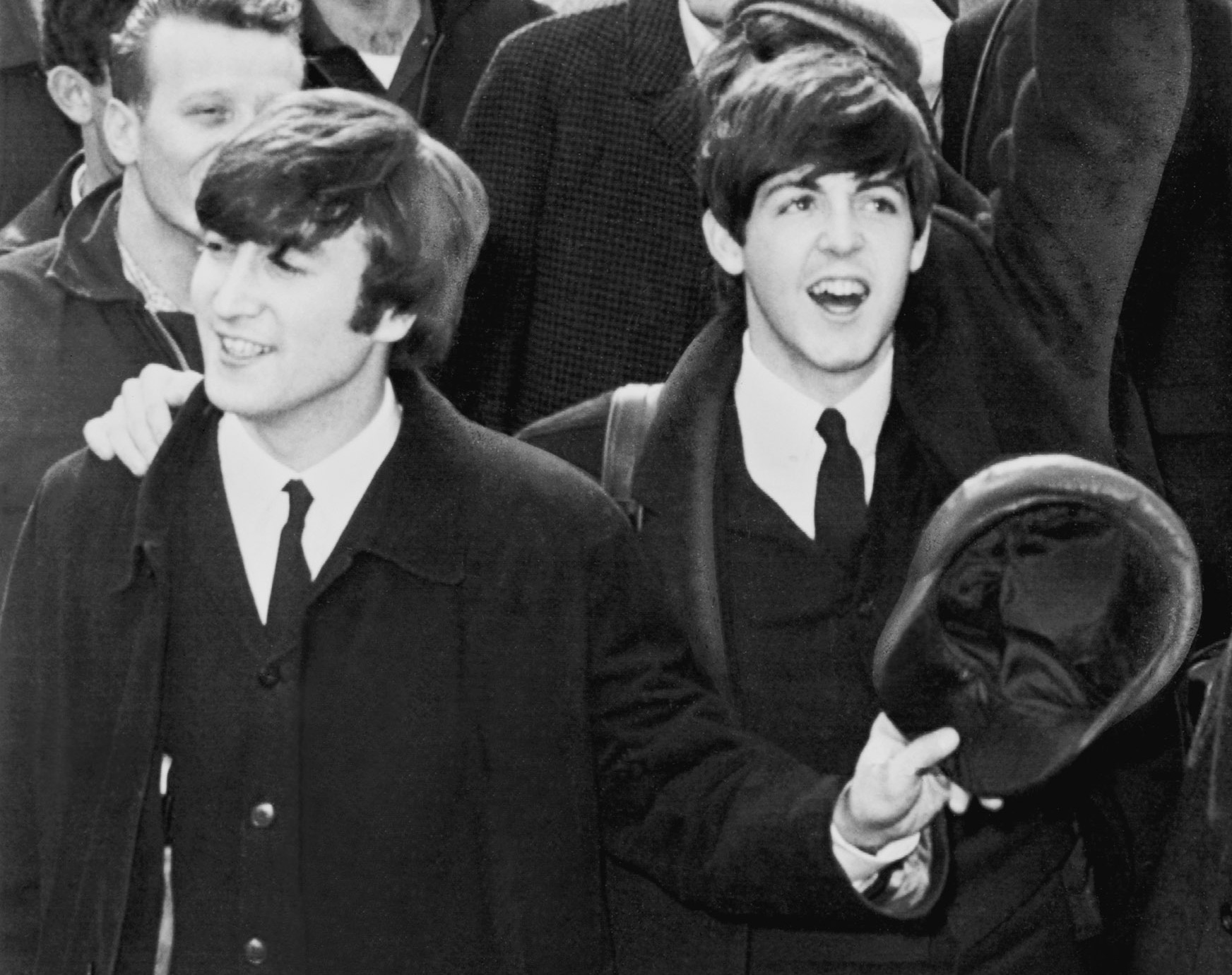
John Lennon (vlevo) a Paul McCartney (vpravo) v New yorku v roce 1964

Ačkoli Lennon a McCartney často psali nezávisle na sobě (a mnoho písní Beatles je ve skutečnosti samostatnou prací jednoho nebo druhého), mnoho písní bylo dokončeno alespoň malým vkladem druhého z autorů. V mnoha případech jeden autor načrtl myšlenku nebo fragment písně a poskytl ji druhému, aby ji dokončil nebo vylepšil; v některých případech byly dvě neúplné písně nebo dva nápady, které každý složil sám, zkombinovány do písně jediné (A Day In The Life, I've Got A Feeling). George Martin připisoval vysokou kvalitu jejich písní přátelskému soupeření mezi oběma autory.
Píseň Hey Jude je dalším příkladem Lennonova vlivu na původní McCartneyho námět. Při psaní textu pro Lennona přišel McCartney s frází „tíhu světa neseš na svých ramenech“. McCartney ujistil Lennona, že on ji vnímá jako nesmyslnou a klidně by ji změnil, kdyby Lennon přišel s lepším textem. Lennon ale říkal, že je to jedna z nejsilnější frází v písni.

## Výjimky
Zajímavá je v tomto kontextu píseň „What Goes On“ vydaná na albu Rubber Soul, kde je díky spoluautorství textu Ringo Starra uvedena autorská trojice Lennon-McCartney-Starkey. Další výjimkou je píseň „Real Love“ nahraná v roce 1995, která je podepsána pouze Lennonem. Píseň však byla složena v době, kdy autorské partnerství již neexistovalo.
Dále existuje několik (mnohdy částečně improvizovaných) nahrávek, které jsou podepsány všemi čtyřmi členy skupiny v pořadí Lennon-McCartney-Harrison-Starkey.

## Dědictví

### Kulturní dopad
Lennon–McCartney, stejně jako další (hlavně britští) rockoví hudebníci v 60. letech, inspirovali hluboké změny v hudebním průmyslu, protože to nově byly samotné kapely, které si psaly své písně. Tento trend ohrožoval profesionální písňové skladatele, kteří do té doby dominovali americkému hudebnímu průmyslu. Jak řekla Ellie Greenwich, skladatelka vydavatelství Brill Building: „Když přišli Beatles a celá britská invaze, všichni jsme z toho měli pocit – no, bylo to fajn, ale tady už pro nás nezbývá místo. Teď jsou ty kapely soběstačné. Co budeme dělat?“

### Katalog Beatles
Písně signované Lennon/McCartney tvoří naprostou většinu katalogu The Beatles. Jejich první dvě britská studiová alba (Please Please Me, With The Beatles) a pak ještě čtvrté (Beatles for Sale) obsahovala ještě značný podíl coverů (převzatých skladeb), zbytek byla díla Lennona/McCartneyho a jednou písní (Don't Bother Me) přispěl George Harrison. Třetí album A Hard Day's Night („Perný den“, 1964) bylo poprvé (a vlastně jako jediné) tvořeno výhradně skladbami dvojice Lennon–McCartney. Pátým albem počínaje tvoří jejich písně naprostou většinu materiálu, doplňovaného pravidelně několika Harrisonovými skladbami a výjimečně i autorskými příspěvky Ringa Starra. Převzaté písně se objevily už jen na albu Help! a pak až na posledním Let It Be. Zvláštností je ještě album Yellow Submarine, jehož celu jednu stranu tvoří instrumentální filmová hudba z pera George Martina.
Dominantní autorský podíl některého z dvojice Lennon–McCartney na konkrétní písni lze většinou vysledovat podle hlavního vokálu, který obvykle (ale ne vždy) zpíval hlavní autor. Některé své písně však (zejména v začátcích) dávali zpívat také Harrisonovi (Do You Want To Know A Secret, I'm Happy Just To Dance With You aj.) nebo Starrovi (Yellow Submarine, With A Little Help From My Friends). Některé starší písně jsou také prakticky celé zpívány sborově, bez zřetelného hlavního vokálu. 

## Současnost
Společná signace má mimo jiné za následek, že veškeré tantiémy se dodnes dělí rovným dílem mezi Paula McCartneyho a dědice Johna Lennona, a to i z písní, na kterých ve skutečnosti jeden z dua neměl žádný podíl. 
Na přelomu 20. a 21. století se McCartney snažil prosadit změnu pořadí jmen u písní Beatles, které prokazatelně složil sám, ale v této své snaze nebyl úspěšný pro nesouhlas Lennonových dědiců.